# Henri Hottinguer
Pour les autres membres de la famille, voir Famille Hottinguer.
Le baron Jean-Henri-Maurice Hottinguer (1868, château du Piple (Boissy-Saint-Léger) – 1943, Paris), est un banquier français.

## Biographie
Fils de Rodolphe Hottinguer (1835-1920), il suit ses études de finance à l'Université d'Oxford, voyage aux États-Unis et à travers l'Europe, et succède à son père comme gérant de Hottinguer & Cie en 1892. Sous sa direction, Hottinguer & Cie prend part à la création de la Banque de l'Union parisienne. Il prit une part importante dans le financement du chemin de fer transsibérien.
Il est régent de la Banque de France (VIIe siège) de 1929 à 1936.
Henri Hottinguer est également président de la Caisse d'Épargne, vice-président de la Société des Mines et Fonderies de Zinc de la Vieille-Montagne, et administrateur de la Compagnie des chemins de fer du Midi, de la Banque ottomane (dont il est membre du Comité parisien de 1920 à 1943) et de la compagnie d'assurances La Nationale.
Il épouse en 1900, à l'église américaine de Paris, Marian Hall Munroe, fille du banquier John Munroe et sœur d'Ellen Ridgway. Ils ont pour enfants le baron Rodolphe Hottinguer (1902-1985) (en), Philippe Hottinguer (1905-1962) et Madeleine Hottinger (1900-1995), qui épouse en 1920 le comte Jean de Pourtalès. Il est inhumé dans la sépulture familiale du cimetière de Boissy-Saint-Léger.

## Sources
- (en) Youssef Cassis, Capitals of Capital, A History of International Financial Centres, 1780–2005
- Max Gérard, Messieurs Hottinguer, Banquiers à Paris, Paris, 1968